# Сигізмунд Геленій
Сигізмунд Геленій (*1497 — †13 квітня 1554) — визначний чеський філолог, письменник-гуманіст.

## Життєпис
Походив зі шляхетської родини Геленіїв. Син Григора Геленія, відомого гуманіста та перекладача. Спочатку навчався у Карловому університеті. Після чого, у 1509 році, відбуває на навчання до Італії, де студиює античну літературу. По поверненню працює викладачем у Карловому університеті. Починає листування з Філіпом Меланхтоном. Втім швидко вступає у конфлікт з університетською професурою стосовно поглядів на викладання латинської та грецької літератури. Внаслідок цього залишає Прагу й у 1523 році переїздить до Базеля. У 1524 році отримує роботу у друкарні Йоганнеса Фробена, де працював коректором та редактором. В цей час він затоваришував з іншим відомим гуманістом Еразмом Ротердамським. У 1525 та 1526 роках за допомогою Меланхтона намагався отримати посаду професора у Нюрнберзьком університеті, проте марно. Тому Сигізмуд Геленій працював у друкарні Фробена до смерті 13 квітня 1554 року.

## Творчість
Вагомою частиною праці Гелені є його переклади латиною й чеською мовою. Найбільш значущим твором є Lexicon symphonum — латинський-греко-німецько-чеський словник, де також аналізуються та порівнюються слова з цих мов.
Сигізмунд Геленій переклав чеською мовою «Похвалу Глупоті» Еразма Ротердамського, праці Петрарки та Цицерона. У доробку Геленія є також редагування та публікації праць Тертуліана, перша друкована редакція Періпла Еритрейського моря.